# Équipe cycliste Pegasus Continental
L'équipe cycliste Pegasus Continental est une équipe cycliste indonésienne créée en 2014 et ayant le statut d'équipe continentale depuis la même année.

## Principales victoires
- Tour de Jakarta : Ryan MacAnally  (2016)

## Classements UCI
L'équipe participe aux circuits continentaux et principalement à des épreuves de l'UCI Asia Tour. Les tableaux ci-dessous présentent les classements de l'équipe sur les différents circuits, ainsi que son meilleur coureur au classement individuel.
UCI Asia Tour
| Saison | Classement par équipes | Meilleur coureur au classement individuel |
| ------ | ---------------------- | ----------------------------------------- |
| 2014   | 60e                    | Patria Rastra (169e)                      |
| 2015   | 47e                    | Dadi Suryadi (151e)                       |
| 2016   | 64e                    | Ryan MacAnally (178e)                     |
| 2017   | 82e                    | Elan Riyadi (366e)                        |

UCI Europe Tour
| Saison | Classement par équipes | Meilleur coureur au classement individuel |
| ------ | ---------------------- | ----------------------------------------- |
| 2016   | 135e                   | Lars Pria (1505e)                         |

## Pegasus Continental en 2017[3]

### Effectif
| Cycliste | Date de naissance | Nationalité | Équipe 2016 |
| -------- | ----------------- | ----------- | ----------- |

### Victoires
| Date | Course | Pays | Classe | Vainqueur |
| ---- | ------ | ---- | ------ | --------- |